# Рудоуправление имени Ф. Э. Дзержинского
Рудоуправление имени Ф. Э. Дзержинского (укр. Рудоуправлі́ння імені Ф. Е. Дзержи́нського) — бывшее предприятие горнодобывающей отрасли по добыче и переработке железных руд на базе Криворожского железорудного бассейна.
Находилось в городе Кривой Рог, Днепропетровская область, УССР, СССР.

## История
Самый старый рудник Кривого Рога. Начало добычи положено в 1881 году с открытием Саксаганского рудника Александра Поля.

На руднике «Саксаганский», что в Дубовой Балке, за 1881 г. добыто 555 тысяч пудов руды. Цена за пуд 2 копейки. Руду покупает «Новороссийское общество Юза». Основной и единственный вид доставки — лошади и волы. Расстояние от Кривого Рога до завода Юза 400 вёрст …— Из донесения А. Н. Поля в Париж.
Добыча велась открытым способом — карьерами, первая шахта рудника заложена в 1908 году.
В 1926 году, после смерти Феликса Дзержинского, по просьбам работников рудника 'Дубовая Балка, рудоуправлению присвоено его имя.
В советские годы входит в состав треста «Дзержинскруда», после его реорганизации — в производственное объединение «Кривбассруда».
От названия рудоуправления названа местность Дзержинка — место проживания работников рудника. В 1936 году новый район города получил название — Дзержинского.
В 1929 году завязывается дружба между горняками рудника имени Ф. Э. Дзержинского и немецкого Мансфельдского горного округа. Был изготовлено знамя и, в знак дружбы, подарено горнякам Мансфельда. Во время войны знамя было спрятано от нацистов семьёй немецкого антифашиста Отто Брозовского. Во знаменование 60-летия дружбы Кривого Рога и Мансфельда в 1989 году на территории рудоуправления им. Ф. Э. Дзержинского был сооружён памятник.

## Характеристика
Рудоуправлением разрабатывалось месторождение богатых железных руд, расположенное в южной части Криворожского железорудного бассейна. С 1978 года начинают вовлекаться в разработку и железистые кварциты.
Богатые руды в основном гётит-гематит-мартитовые (70 %) с содержанием Fe 46—69 % (балансовые запасы на 1984 год — 28,7 млн тонн). Железистые кварциты в основном магнетитовые, гематит-магнетитовые и карбонат-магнетитовые разновидности со средним содержанием Fe 32,5 % (балансовые запасы на 1984 год в контуре шахтных полей — 516,5 млн тонн).
На базе рудника производилась агломерационная, доменная, мартеновская руда, железорудный концентрат и другое.
Месторождение рудника преимущественно разрабатывается подземным способом — 91 %. Вскрыто четырьмя рудоподъёмными, двумя вспомогательными и шестью вентиляционными стволами на глубину 700—800 метров. Разработка богатых руд велась по системе этажного и подэтажного обрушения с отбойкой руды глубокими скважинами; железистых кварцитов — по этажно-камерной системе с оставлением временных целиков и отбойкой руды глубокими скважинами.
Мелкие рудные тела вблизи поверхности и часть ранее потерянных руд отрабатываются карьером (глубина 150 метров). Вскрытие карьера — выездной траншеей с отвалами внешнего заложения. Система разработки — транспортная тупиковыми заездами. Отбойка руды производится буровзрывным способом с погрузкой экскаваторами цикличного действия и транспортировкой автосамосвалами. Богатая железная руда дробится и сортируется по классам, магнетитовые кварциты обогащаются.
На 1986 год годовая добыча сырой руды составляла 5,5 млн тонн (в том числе магнетитовых кварцитов — 2 млн тонн).

### Структура
В состав рудоуправления входило четыре рудоподъёмные, две вспомогательные, шесть вентиляционных шахт, карьер «Северный», обогатительная фабрика, ремонтно-механический цех и другие цеха.
Шахты:
- «Гигант»;
- «Саксагань»;
- «Победа» («Коммунар»);
- «Центральная»;
- «Вентиляционная № 4» («В-4»);
- и другие.

## Награды
- Орден Трудового Красного Знамени (1966)[1].

## Персоналии
- Брозовский, Отто Карлович;
- Высоцкий, Александр Степанович[4] — бригадир бригады РУ им. Дзержинского, партийный и государственный деятель, депутат Верховного Совета СССР 7—9 созывов. Герой Социалистического Труда.
- Граур, Иван Филиппович[4] — до 1954 года работал на шахте «Коммунар», был горным мастером, начальником участка, заведующим буровзрывными работами. Герой Социалистического Труда (1986);
- Семиволос, Алексей Ильич — в 1956—1972 годах заместитель управляющего рудоуправления им. Ф. Э. Дзержинского;
- Буряк, Иван Макарович[5] — бригадир бурильщиков шахты «Саксагань». Герой Социалистического Труда (1958);
- Ростальный, Александр Афанасьевич[6] — бригадир горнопроходческой бригады шахты «Гигант», передовик производства. Герой Социалистического Труда (1960).

### Управляющие
- 1929—1930 — Михно, Карл Иванович[7];
- 1932—1933 — Желтецкий, Евдоким Никитович;
- 1944 — Гук, Пётр Елисеевич;
- 1944—1945 — Москальков, Евгений Фёдорович;
- 1945 — Жмайло, Андрей Павлович;
- начало 1950-х — Кадырбаев, Рашид Абдулович;
- 1955 — Олейников, Виктор Степанович;
- 1957—1961 — Свинаренко, Дмитрий Михайлович;
- 1969—1983 — Саворский, Пётр Константинович;
- 1983—1990 — Семенко, Михаил Иванович.